# 青年実業家
青年実業家（せいねんじつぎょうか）とは青年の実業家を言う。一般には青年の起業家自身を指すが、家業などを相続した場合にもこう呼ばれることもある。

## 概要
青年実業家は、実業家の中でもとりわけ若い青年層の実業家全般を指す言葉で、明確な定義は見出しにくい（四十代までなら確実にこう呼ばれる）。ニッチ市場や情報処理分野などの新興市場に多い反面、老舗などの家業を相続するケースもある。こと中小企業など個人経営の延長的な分野では相続（同族経営）によって青年実業家となるケースも見られる。
青年実業家が特にこのように呼ばれる背景には、新興市場において斬新なアイデアにもより先行逃げ切りで大きなシェアを獲得する者がいる一方で、旧態依然として組織硬化を起こしている業界では、仕来りなど旧弊からくる柵（しがらみ）に囚われずに新規事業に着手するなど業界の活力源となることが期待されるためである。
反面、業界のルール以前に商法のルールからも逸脱したり、経験不足から来る人材の扱いの不備で優秀な人材が定着しなかったり先代が育てた人員が余所に流出したり、また人脈形成に至らずに支持基盤が弱かったりなどといった問題を抱える傾向も否定しきれない。このため相続に際して相談役を据えることもしばしば行われる。こと急成長した分野では大手企業の青年起業家に意思決定権など権力が一極集中する社内政治体制を構築する傾向から、このトップがトラブルを起こした際には業界全体を巻き込む混乱が発生するケースも見られる。
なお、こういった青年実業家は大衆の好奇の目や羨望を集める傾向もある。いわゆる「脱サラ」（→サラリーマン）の中には、自分で事業を起こし青年実業家を目指すケースも見られる。この中にはうまく企業として生き残る場合もあれば、個人商店規模で資金繰りに汲々とする場合もある。
日本ではこういった新興の青年実業家に対する社会信用度は依然として低く、資金調達が難しい傾向も見られる。このため日本政府は2000年代に入って起業に掛かる資本金の制度を見直す（→会社法）などして、新興の青年実業家（起業家）を支援する方策もとられている。